# Eero Avela
Eero Sakari Avela, född 10 juni 1919 i Tammerfors, död 3 oktober 1996, var en finländsk kemist.
Avela blev student 1938, filosofie kandidat och filosofie magister (ultimus) 1950 samt filosofie licentiat och filosofie doktor i Helsingfors 1957. Han var assistent i kemi vid Helsingfors universitet 1948 och 1955–1959, forskare vid National Academy of Sciences i USA 1958–1960, forskningschef vid Oy Kaukas Ab 1960–1967, fabriksprojektledare vid Nordland Papier GmbH & Co KG 1963–1965, verkställande direktör 1966–1969, chef för forskningsavtalsgruppen vid Finlands Akademi 1970–1973, blev docent vid Helsingfors universitet 1972, var professor i teknisk polymer- och plastkemi vid Åbo Akademi 1974–1975 samt professor och chef för kemiska laboratoriet vid Statens tekniska forskningscentral 1977–1986. Han skrev bland annat Untersuchungen an einigen 2,3-disubstituierten Camphanderivaten (akademisk avhandling, 1956).